# Deutsches Meisterschaftsrudern 1954
Das 65. Deutsche Meisterschaftsrudern wurden 1954 ausgetragen. Austragungsort der Regatten der Männer war Hannover. Die Meister bei den Frauen wurden in Duisburg ermittelt. Erstmals wurde das Meisterschaftsrudern als gesamtdeutsche Meisterschaften ausgetragen, weshalb auch Boote aus der DDR am Start waren. Wie bereits im Vorjahr wurden insgesamt Medaillen in 15 Bootsklassen vergeben. Davon 11 bei den Männern und 4 bei den Frauen.

## Medaillengewinner

### Männer
| Bootsklasse                           | Gold | Silber | Bronze |
| ------------------------------------- | --- | --- | --- |
| Einer                                 | Erich Jungnickel (RC Allemannia von 1866) | Johannes Pinger (Kölner RV von 1877) | Günter Lange (Frankfurter RG Germania 1869) |
| Doppelzweier                          | Rgm. Gießener RG 1877 / RV Neptun Konstanz Thomas Schneider Gerhard Haege                                                                                                   | ARC Rhenus Bonn Wilfried Manthei Horst Pohland HSGW TH Dresden Jürgen Rugenstein Friedrich Dümmler                                                                 | nicht vergeben |
| Zweier ohne Steuermann                | Lübecker RK Hans-Joachim Böse Hans-Joachim Riege | RC Germania Düsseldorf Helmut Sauermilch Claus Heß | RC Saar Saarbrücken Joachim Krause-Wichmann Werner Häring |
| Zweier mit Steuermann                 | Vegesacker RV Heinz Manchen Helmut Heinhold Hans Zander (Stm.) | Duisburger RV Hans Müller Wilhelm Brinkmann Dieter Althans (Stm.)                                                                                                  | Keine weiteren Boote am Start. |
| Vierer ohne Steuermann                | Kölner RV von 1877 Roland Freihoff Heinz Zünkler Peter Betz Stefan Reinartz                                                                                                 | Rgm. BSG Einheit Mitte Halle / BSG Einheit Chemie Meißen Harald Wolff Lothar Wundratsch Harald Schwaten Willi Bähnisch                                             | Ulmer RC Donau Heinz Hammer Paul-Julius Geisler Rolf Forster Gerhard Lohr                                                                                              |
| Vierer mit Steuermann                 | Kölner RV von 1877 Roland Freihoff Heinz Zünkler Peter Betz Stefan Reinartz Friedrich Iserloh (Stm.)                                                                        | RV Neptun Konstanz B. Bothmann Bertfried Eisenhardt Werner Morgenthaler Hubert Eckert Wolfgang Frei (Stm.)                                                         | Keine weiteren Boote am Start. |
| Achter                                | Mannheimer RV Amicitia von 1876 Heinrich Blank Dieter Kempf Heinz Ziegler Klaus Tochtermann Paul Deblitz Hermann Schüler Gerhard Höpfner Rolf Alles Hans Bichelmeier (Stm.) | ZSK Vorwärts Berlin Walter Iversen Horst Miersch Rolf Hieke Walter Noßbach Heinz Dathe Karl Lorke Gerhard Müller Dieter Leiste Lothar Viek (Stm.)                  | Kölner RV von 1877 Peter Etzenbach Ferdinand Kautz Karl-Heinz Hermann Günter Harms Jürgen Johannis Walter Gißke Herbert Gossel Hermann Semrau Friedrich Iserloh (Stm.) |
| Leichtgewichts-Einer                  | Curt Münz (RC Allemannia von 1866) | Walter Grimm (Saarbrücker RG Undine) | Günther Sell (Lübecker RK) |
| Leichtgewichts-Vierer ohne Steuermann | Hannoverscher RC von 1880 Günter Hanke Peter Raulin Günter Rasche Jürgen Rabe                                                                                               | Frankfurter RG Germania 1869 Werner Bense Wolfgang Schnell Erich Kleemann Hans Niederée                                                                            | BSG Empor Mitte Leipzig Dieter Auslaender Heinz Müller Siegfried Dittrich Klaus Reitler                                                                                |
| Leichtgewichts-Vierer mit Steuermann  | Kölner RG 1891 Günter Wallerstein Rudolf Keller Heinrich Haeckel Herbert Schilling Herbert Höner (Stm.)                                                                     | Mainzer RV von 1878 Wolfgang Becker Alfred Zimmermann Gerhard Kiefer Klaus Poehlmann Karl-August Jung (Stm.)                                                       | BSG Motor Magdeburg Jürgen Scheid Fred Gorka Manfred Lüttich Herbert Ruddigkeit Rainer Scheid (Stm.)                                                                   |
| Leichtgewichts-Achter                 | Mainzer RV von 1878 Wolfgang Becker Guntram Amon Helmut Berthold Alfred Zimmermann Gerhard Kiefer Gerhard Cordes Dieter Puppel Klaus Poehlmann Karl-August Jung (Stm.)      | Hannoverscher RC von 1880 Hans Hermann Frömke Günter Hanke Heinrich Lindner Walter Noack Jürgen Rabe Günter Rasche Peter Raulin Heinz Voit Franz-Otto Noack (Stm.) | RV Cassel Ulrich Gerhard Peter Klein Erich Rübe Siegfried Sellke Jan-Udo Büssemaker Rudi Becker Wolfgang Leinemann Wilhelm Hellmuth Helmold Wehn (Stm.)                |

### Frauen
| Bootsklasse                             | Gold | Silber | Bronze |
| --------------------------------------- | --- | --- | --- |
| Einer                                   | Ingrid Scholz (Duisburger RV)                                                                             | Erika Schulzke (Stuttgarter RG von 1899)                                                                                     | Ursula Czech (Stuttgart-Cannstatter RC von 1910)                                                                                |
| Doppelzweier                            | Kölner RV von 1877 Maritta Golz Herma Heyden                                                              | Stuttgarter RG von 1899 Sigrid Röder Erika Schulzke                                                                          | SC DHfK Leipzig Johanna Knoll Ruth Linhart                                                                                      |
| Doppelvierer mit Steuerfrau             | SC Dynamo Berlin Christa Patz Lieselotte Proll Renate Gummelt Ingeburg Sasse Christa Drebes (Stf.)        | Rgm. Bremer RV von 1882 / Polizei SV Bremen Wilhelmine Möller Emmy Koch-Bades Lore Gefeke Lore Häger Annelotte Fricke (Stf.) | Rgm. Post-SV Köln / Kölner RV von 1877 Irmgard Savelsbergh Ilse Geerken Gretel Schneider Doris Freiwald Elsbeth Vettweis (Stf.) |
| Doppelvierer Stilrundern mit Steuerfrau | BSG Einheit Halle Ingeborg Becher Erika Helbing Ingeborg Schulz Brigitta Pfeiffer Renate Zehnpfund (Stf.) | Bremer RV von 1882 Renate Großmann Eva-Charlotte Drews Ingrid Bauer Ursula Röhrs Bärbel Höltermann (Stf.)                    | RS der Uni Frankfurt Renate Bremeyer Ingrid Nothis Ursula Schnell Ilse Redecker Hildegard Hoerning (Stf.)                       |